# 大正制药
大正制药株式会社（Taishō Seiyaku Kabushiki-gaisha） 是一家总部設立在日本东京的日本制药企业，成立于1912年（大正元年），主要生产非处方药。1955年，大正制药开始进行处方药的研发。2009年收購美資百時美施貴寶之止痛藥業務，

## 會社概要
- 1912年（大正元年）10月，經營泰山堂藥局的石井絹治郎開創個人企業，這是大正製薬所的前身。
- 1928年（昭和3年），公司改組為「株式會社大正製藥所」。
- 1948年（昭和23年）5月，把社名變更為目前的公司名稱「大正製藥株式會社」。
- 2012年10月，創業100周年紀念。

## 沿革
- 1912年（大正元年）10月，經營泰山堂藥局的石井絹治郎開創「大正製薬所」。
- 1928年（昭和3年）5月，「株式會社大正製藥所」設立。
- 1948年（昭和23年）5月，社名改稱為「大正製藥株式會社」。
- 1962年（昭和37年）3月，開始販賣提神保健飲品「リポビタンD」。
- 1963年（昭和38年）9月，於東京證券交易所第二部股票上市。
- 1974年（昭和49年）7月，大正製藥總合研究所竣工。
- 1966年（昭和41年）8月，於東京證券交易所第1部上場。
- 1987年（昭和62年）9月、感冒藥「パブロンS錠」開始發售。
- 2011年10月1日，設立「大正製藥控股株式會社」，大正製藥成為大正製藥控股的子會社。
- 2012年10月，公司創業100周年。

## 關聯企業

### 日本國內
- 大正富山医薬品株式会社
- ビオフェルミン製薬株式会社
- 株式会社トクホン
- 株式会社大正製薬物流服務部
- 大正エム･ティ･シー株式会社
- 目白興産株式会社
- 沖繩大正製薬株式会社
- 株式会社下田セントラル
- 大正アクティブヘルス株式会社

### 海外據點
美國
- 加州大正製薬株式会社
- 大正R&D USA 株式会社

中國大陸
- 上海大正力保健有限公司

香港
- 香港大正製薬（力保健）有限公司，主要負責大中華分部的力保健業務。地址位於香港九龍荃灣德士古道61至69號。

台灣
- 台湾大正製薬股份有限公司

越南
- 越南大正有限公司，地址位于庆和省延庆县。

馬來西亞
- ホウ製薬ホールディングス株式会社
- 馬來西亞大正製薬株式会社
- ASIA大正株式会社

新加坡
- 新加坡大正製薬株式会社

泰國
- 大正オソサパ製薬株式会社

印度尼西亞
- 大正製薬印度尼西亞株式会社
- 印度尼西亞大正株式会社

菲律賓
- 菲律賓大正製薬株式会社

## 販賣品一覧
- 大正製藥製品一覽（日语：大正製薬製品一覧）。

## 外部連結
- 大正製薬 （页面存档备份，存于）
  - 大正製薬ダイレクト 大正制药的X（前Twitter）
  - 大正製薬ダイレクト的Facebook專頁
  - 大正製薬ビューティサイト的Instagram帳戶
  - YouTube上的taishomovie 頻道
  - YouTube上的taishodirect movie頻道
- 台灣大正製薬 （页面存档备份，存于）
  - 台灣大正製藥的Facebook專頁
  - YouTube上的大正製藥頻道
  - 台灣大正製藥股份有限公司 - 台灣公司資料 （页面存档备份，存于）